# I pirati del Pacifico
I pirati del Pacifico (Under Crimson Skies) è un film muto del 1920 diretto da Rex Ingram. La sceneggiatura di Harvey Thew si basa su un soggetto di J. G. Hawks.
Film avventuroso dai risvolti romantici, fu interpretato da Elmo Lincoln e Mabel Ballin. Gli altri interpreti erano Harry von Meter, la piccola Nancy Caswell, Frank Brownlee, Paul Weigel, Dick La Reno, Noble Johnson, Beatrice Dominguez.

## Trama

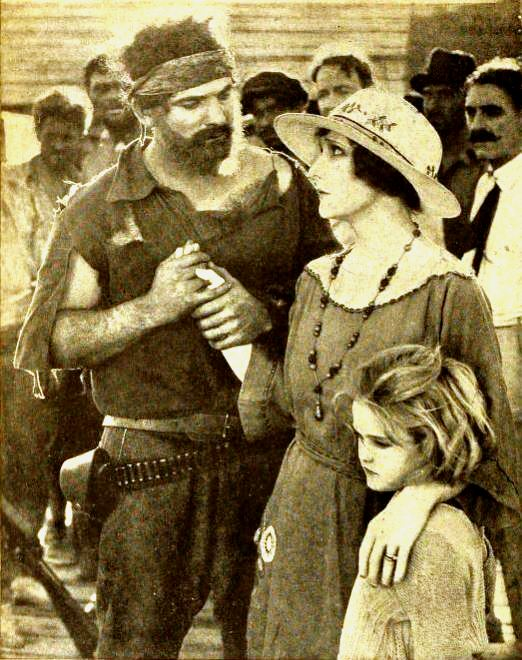
Elmo Lincoln, Mabel Ballin e Nancy Caswell

Durante un viaggio in mare verso in Sud America, Barstow, il capitano della nave, scopre nella stiva un carico di armi e munizioni che appartiene a uno dei passeggeri, Vance Clayton. L'uomo, che ha imbarcato il carico passandolo come una spedizione di pianoforti, è accompagnato nel viaggio dalla moglie Helen e dalla loro figlia, Peg. Il capitano, che si è innamorato di Helen, tace sulla sua scoperta.
Sulla nave scoppia un ammutinamento e, quando la nave attracca in porto, Barstow viene arrestato e giudicato. Dovrà scontare cinque anni di prigione. Barstow accetta la condanna per non coinvolgere Helen e Peg. Ma poi evade dal carcere e si rifugia in mezzo a una banda capitanata da Baltimore Bucko che lui sconfigge in combattimento.
La banda, di cui adesso è diventato il nuovo capo, gli torna utile quando devono accorrere in aiuto del consolato statunitense attaccato dai rivoluzionari. Barstow raccoglie un gruppo di uomini che respinge i ribelli: tra questi ultimi anche Clayton, che rimane ucciso mentre cerca di scappare. Il capitano può finalmente stringere tra le braccia Helen, rimasta vedova.

## Produzione
Il film, che ebbe come titoli di lavorazione Captain Courageous e The Beach-Comber, fu prodotto dalla Universal Film Manufacturing Company con la dizione Super Jewel: la Universal, non possedendo una catena di sale in cui distribuire la propria produzione, utilizzava un sistema di classificazione dei film, per distinguere le pellicole a basso costo da quelle di prestigio, segnate come Jewel Production: I pirati del Pacifico fu classificato come una super produzione.

## Distribuzione
Il copyright del film, richiesto dalla Universal, fu registrato il 29 giugno 1920 con il numero LP15327.

Il film uscì nel circuito delle sale statunitensi il 6 luglio 1920. In Portogallo, venne distribuito il 3 gennaio 1923; in Finlandia, il 24 agosto 1924
Non si conoscono copie ancora esistenti della pellicola che viene considerata presumibilmente perduta.